# شارل فابري
موريس بول أوغست شارل فابري (بالفرنسية: Maurice Paul Auguste Charles Fabry)‏ _ ( ولد في مارسيليا في 11 يونيو 1867 وتوفي في باريس في 11 ديسمبر 1945) فيزيائي فرنسي، كان أستاذاً للفيزياء العامة بجامعة السربون وأول مدير لمعهد البصريات بها، كما كان أول مدير لمعهد البصريات النظرية والتطبيقية (بالفرنسية: Institut d'optique théorique et appliquée)‏ ومدير المدرسة العليا للبصريات (بالفرنسية: École supérieure d'optique)‏. اشترك مع هنري بويسون في اكتشاف طبقة الأوزون سنة 1913، واشترك مع مواطنه ألفرد بيرو في ابتكار مقياس التداخل المسمى مقياس فابري-بيرو، كما كانت له اكتشافات أخرى في مجال فيزياء البصريات.
نشر فابري 197 ورقة بحثية، و14 كتاباً، وأكثر من 100 مقالة، وقد كرمته الجمعية الملكية البريطانبة بلندن بمنحه وسام رمفورد سنة 1918 بالاشتراك مع ألفرد بيرو، كما منح وسام هنري دريبر (بالإنجليزية: Henry Draper Medal)‏ من الأكاديمية الوطنية (الأمريكية) للعلوم سنة 1919 ووسام فرانكلين من معهد فرانكلين الأمريكي سنة 1921، كما انتخب فابري عضواً بالأكاديمية الفرنسية للعلوم سنة 1927.

## روابط خارجية
- شارل فابري على موقع الموسوعة البريطانية (الإنجليزية)